# Richard Hoggart
Herbert Richard Hoggart (Leeds, 24 settembre 1918 – Londra, 10 aprile 2014) è stato un sociologo e anglista inglese.
Si è occupato principalmente di studi inerenti alla sociologia e alla letteratura inglese. Nel 1964 ha fondato il Centre for Contemporary Cultural Studies (CCCS), importante centro di ricerca dell’Università di Birmingham (Inghilterra) in cui ha contribuito significativamente alla nascita e sviluppo della branca degli studi culturali, insieme a Raymond Williams e Stuart Hall.

## The Uses of Literacy (1957)
L’opera più conosciuta di Hoggart è The Uses of Literacy: Aspects of Working Class Life (1957), in cui viene analizzato lo sviluppo della cultura popolare e l’influenza dei Mass Media in Gran Bretagna. Questo volume, insieme a Culture and Society di Raymond Williams, rappresenta uno dei pilastri su cui si sono fondati gli studi culturali britannici (cultural studies). Originariamente, il volume fu intitolato The Abuses of Literacy, al fine di enfatizzare maggiormente l’impatto negativo dei mass media e in modo particolare del giornalismo scandalistico e della fiction popolare nei confronti dei lettori della classe operaia. Il testo, di matrice autobiografica, raccoglie i frutti dell’esperienza di Hoggart nel dopoguerra come insegnante di letteratura e si divide in due parti: nella prima viene celebrata la grande forza e resistenza della classe lavoratrice, mentre nella seconda parte viene evidenziata una profonda critica alla banalità e superficialità portata da newspaper, magazine, pubblicità e romanzi popolari. Il punto focale della ricerca di Hoggart, è rappresentato dalla denuncia di una differenza sostanziale tra ciò che veniva proposto dai vari modelli di letteratura moderna ed il vissuto dei lettori della classe operaia inglese: infatti, ciò che si avvertiva era un profondo dislivello tra le proposte di insegnamento attuali e le reali condizioni di vita della gente ordinaria.

## Pubblicazioni
- Auden (Chatto, 1951)  biografia di W. H. Auden.
- The Uses of Literacy: Aspects of Working Class Life (Chatto and Windus, 1957) ISBN 0-7011-0763-4.
- Teaching Literature (Nat. Inst. of Adult Education, 1963) ISBN 0-900559-19-5.
- Higher Education and Cultural Change: A Teacher's View (Earl Grey Memorial Lecture) (Univ.Newcastle, 1966) ISBN 0-900565-62-4.
- Contemporary Cultural Studies: An Approach to the Study of Literature and Society (Univ. Birmingham, Centre for Contemp. Cult. Studies, 1969) ISBN 0-901753-03-3.
- Speaking to Each Other: About Society v. 1 (Chatto and Windus, 1970) ISBN 0-7011-1463-0.
- Speaking to Each Other: About Literature v. 2 (Chatto and Windus, 1970) ISBN 0-7011-1514-9.
- Only Connect: On Culture and Communication (Reith Lectures) (Chatto and Windus, 1972) ISBN 0-7011-1865-2.
- After Expansion, a Time for Diversity: The Universities Into the 1990s (ACACE, 1978) ISBN 0-906436-00-1.
- An Idea and Its Servants: UNESCO from Within (Chatto and Windus, 1978) ISBN 0-7011-2371-0.
- An English Temper (Chatto and Windus, 1982) ISBN 0-7011-2581-0.
- The Future of Broadcasting by Richard Hoggart, Janet Morgan (Holmes & Meier, 1982) ISBN 0-8419-5090-3 .
- British Council and the Arts by Richard Hoggart et al. (British Council, 1986) ISBN 0-86355-048-7.
- The Worst of Times: An Oral History of the Great Depression in Britain di Nigel Gray, Richard Hoggart (Barnes & Noble Imports, 1986) ISBN 0-389-20574-5.
- An Idea of Europe (Chatto and Windus, 1987) ISBN 0-7011-3244-2.
- A Local Habitation, 1918–40 (Chatto and Windus, 1988) ISBN 0-7011-3305-8.
- Liberty and Legislation (Frank Cass Publishers, 1989) ISBN 0-7146-3308-9.
- A Sort of Clowning: Life and Times, 1940–59 (Chatto and Windus, 1990) ISBN 0-7011-3607-3 primo volume di "Life and Times".
- An Imagined Life: Life and Times 1959–91 (Chatto and Windus, 1992) ISBN 0-7011-4015-1.
- Townscape with Figures: Farnham – Portrait of an English Town (Chatto and Windus, 1994) ISBN 0-7011-6138-8.
- A Measured Life: The Times and Places of an Orphaned Intellectual (Transaction Publishers, 1994) ISBN 1-56000-135-6.
- The Way We Live Now: Dilemmas in Contemporary Culture (Chatto and Windus, 1995) ISBN 0-7011-6501-4 ripubblicato come The Tyranny of Relativism: Culture and Politics in Contemporary English Society (Transaction Publishers, 1997) ISBN 1-56000-953-5.
- First and Last Things: The Uses of Old Age (Aurum Press, 1999) ISBN 1-85410-660-0.
- Between Two Worlds: Essays, 1978–1999 (Aurum Press, 2001) ISBN 1-85410-782-8.
- Between Two Worlds: Politics, Anti-Politics, and the Unpolitical (Transaction Publishers, 2002) ISBN 0-7658-0097-7.
- Everyday Language and Everyday Life (Transaction Publishers, 2003) ISBN 0-7658-0176-0.
- Mass Media in a Mass Society: Myth and Reality (Continuum International Publishing Group – Academi, 2004) ISBN 0-8264-7285-0.